# ملعب الخمس
ملعب الخمس هو ملعب كرة قدم يقع في مدينة الخمس، ليبيا. ويتسع الملعب لحضور 3،000 متفرج.